# Assurance centrale d'Iran
L'assurance centrale d'Iran ou assurance centrale de la république islamique d'Iran (en persan : یمه مرکزی جمهوری اسلامی ایران) est l'agence chargée de réglementer le secteur des assurances iranien.

## Contexte national
En Iran, cinq compagnies d'assurance dominent le secteur, dont quatre sont actives dans l'assurance commerciale : la Compagnie d'assurance d'Iran (en), Asia Insurance Company (ou AIC), la compagnie d'assurance Alborz et la compagnie d'assurance Dana. 
À partir de 2009, les compagnies d'assurance Asia, Dana et Alborz sont cotées en bourse, à l'issue d'un processus d'introduction supervisé par l'Assurance centrale d'Iran, prenant l'audit et la mise en œuvre de corrections concernant  leurs comptes financiers, leurs réglementations internes et structure organisationnelle à l'échelle nationale.